# Vägtåg (växt)
Vägtåg (Juncus bufonius) är en växtart i familjen tågväxter. 